# الطاقة الشمسية في السعودية

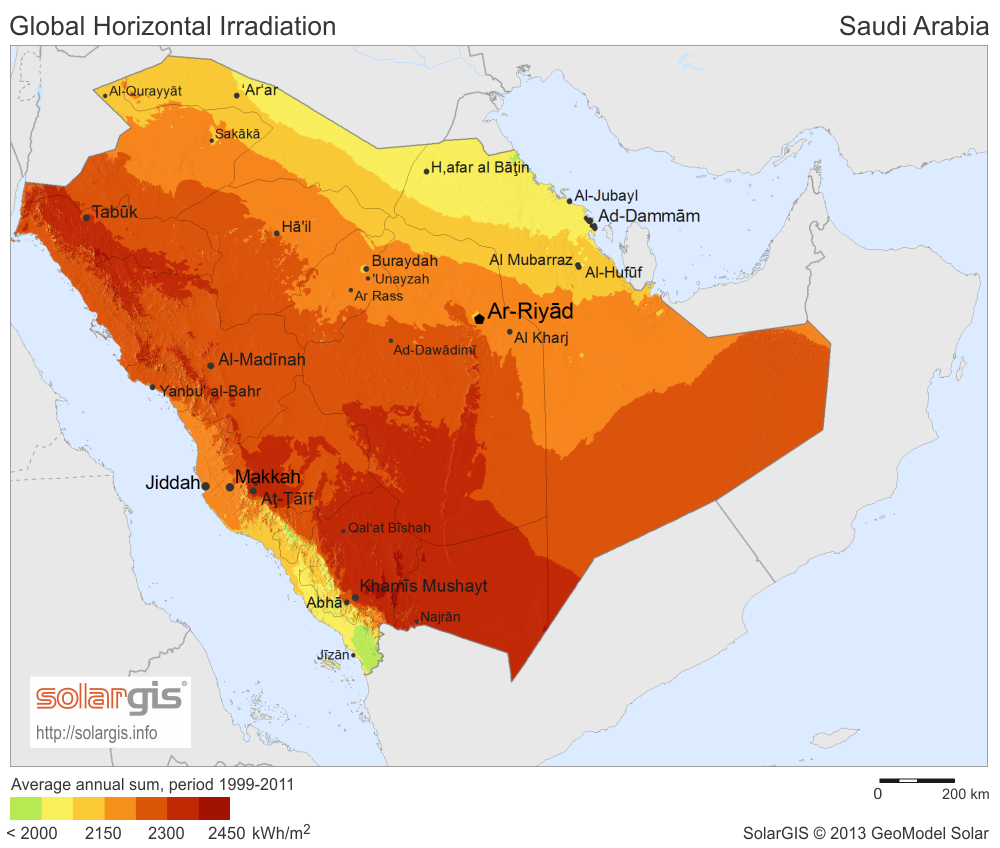
خريطة الإشعاع الشمسي

تتمتع المملكة العربية السعودية بمقومات قوية في مجال الطاقة الشمسية وطاقة الرياح، نظرًا لموقعها في نطاق «الحزام الشمسي العالمي»، وقد عملت المملكة مؤخرا على الاهتمام بهذا المجال بصورة أكبر حيث أبرمت مدينة الملك عبد العزيز للعلوم والتقنية مذكرتي تفاهم الأولى مع الشركة السعودية للكهرباء وشركة تقنية للطاقة، لإنشاء أول محطة طاقة الشمسية مستقلة في المملكة بسعة 50 ميجاوات في مدينة الأفلاج، والثانية مع الشركة السعودية للكهرباء لإنشاء مركز مشترك للأبحاث والتطوير في قطاع التوزيع التابع للشركة.
تهدف هذه المذكرة لإنشاء المحطة الشمسية بين المدينة وشركة تقنية للطاقة وشركة الكهرباء مما يوفر مصادر طاقة بديلة وآمنة تكفل توفير الوقود، وبالتالي الارتقاء باقتصاد البلاد وبناء مستقبل مستدام فيه، عن طريق الاستفادة من العلوم والأبحاث والصناعات التي لها علاقة بالطاقة في خفض تكلفة إنتاج الكهرباء من الطاقة الشمسية، وكل ذلك من شأنه زيادة المحتوى المحلي وخلق فرص وظيفية، بالإضافة لتوطين مجال التقنية في السعودية.
كما وقعت المملكة متمثلة في صندوق الاستثمارات العامة في المملكة العربية السعودية مذكرة تفاهم مع صندوق رؤية سوفت بنك من أجل إنشاء «خطة الطاقة الشمسية 2030» التي تعد الأكبر في العالم في مجال الطاقة الشمسية. وسيتم بموجبها تأسيس شركة جديدة لتوليد الطاقة الشمسية، وبدأ إطلاق العمل على محطتين شمسيتين بقدرة 3 غيغاوات و4.2 غيغاوات بحلول عام 2019، والعمل أيضاً على تصنيع وتطوير الألواح الشمسية في السعودية لتوليد الطاقة الشمسية بقدرة ما بين 150 غيغاوات و200 غيغاوات بحلول 2030م.
وأعلنت شركة تقنية في الربع الأول من 2019م الانتهاء من أعمال المحطة الشمسية، ضمن المرحلة الأولى من مشروع «ليلى»، على مساحة 720 ألف متر مربع، وقدرة إنتاجية تبلغ 10 ميغاواط. ويعد مشروع «ليلى» أول محطة إنتاج طاقة مستقلة تعمل بالطاقة الشمسية، وترتبط مباشرة بالشبكة الكهربائية، ويتوقع أن يغطي المشروع 10 في المائة من احتياج محافظة الأفلاج (300 كيلومتر جنوب مدينة الرياض).
بينما نجحت السعودية في تحقيق تقدم ملحوظ في مؤشر الطاقة الشمسية العالمي، وذلك عندما قفزت مركزين في قائمة هذا المؤشر، حيث تقدمت إلى المرتبة الثانية عشرة بعد أن كانت في المركز الرابع عشر عالميا، يأتي ذلك في الوقت الذي تسعى فيه البلاد إلى تصدير الطاقة الشمسية إلى أوروبا خلال السنوات العشر المقبلة.
نوفمبر 2023 أعلنت كل من شركة أبوظبي لطاقة المستقبل "مصدر"، وشركة "إي دي إف رينوبلز"، و"شركة نسما" السعودية، توقيع اتفاقية شراء طاقة مع الشركة السعودية لشراء الطاقة، يقوم بموجبها ائتلاف الشركات الثلاث بتطوير محطة طاقة شمسية بقدرة 1100 ميغاواط في المملكة العربية السعودية.

## الطاقة المتجددة في السعودية

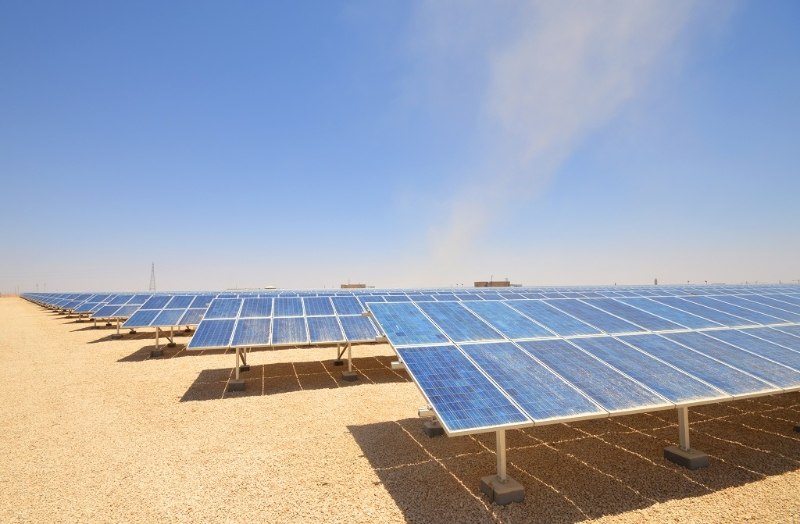
محطة شمسية تابعة لكابسارك

بالرغم من أن المملكة العربية السعودية لا تملك قطاعاً منافساً في مجال الطاقة المتجددّة، إلا أنه من المتوقع أن يرتفع مستوى الاستهلاك المحلي للطاقة ثلاثة أضعاف بحلول عام (1452هـ – 2030م) وهو ما تسعى له رؤية المملكة 2030م، بالتالي تستهدف السعودية إضافة (9.5) جيجاوات من الطاقة المتجددة إلى الإنتاج المحلّي بحلول العام (1445هـ – 2023م) كمرحلة أولى، وتسعى لتوطين نسبة كبيرة من سلسلة قيمة الطاقة المتجددة في الاقتصاد السعودي، وتشمل تلك السلسلة خطوات البحث والتطوير والتصنيع وغيرها.
وتمتلك المملكة المقومات التي قد تكفل لها النجاح في المجال، بدأً بالمدخلات مثل السيليكا والبتروكيماويات، وانتهاءاً بما تمتلكه الشركات السعودية الرائدة من خبرة قوية في إنتاج أشكال الطاقة المختلفة، وهذا مما جعل المملكة تطلق برنامج الملك سلمان للطاقة المتجددة، والذي أعلن عنه من خلال منتدى الاستثمار في الطاقة المتجددة في العاصمة السعودية الرياض الذي عقد في أبريل عام 2017م، ويتضمن البرنامج 30 مشروعاً لإنتاج 10 غيغاواط من الطاقة المتجددة هذه المشاريع ستكون مدى الأعوام السبعة المقبلة، وتنتهي في عام 2023م.إذ تعمد المملكة على تأسيس المركز الوطني لبيانات الطاقة المتجددة في مدينة الملك عبد الله للطاقة الذرية والمتجددة.
في حين أنه في عام 2016م أنشئ مكتب تطوير مشاريع الطاقة المتجددة تحت وزارة الطاقة والصناعة والثروة المعدنية ويسعى المكتب لتحقيق أهداف البرنامج الوطني للطاقة المتجددة تماشيا مع رؤية 2030م. فيما أظهرت مؤشرات «إرنست ويونغ» حول الدول الأكثر جاذبية في قطاع الطاقة المتجددة، أن كلا من السعودية ومصر والمغرب، تقود مساعي تطوير قطاع الطاقة المتجددة في منطقة الشرق الأوسط وشمال أفريقيا، وذلك بفضل احتلالها مرتبة عالية من حيث إمكانات طاقة الرياح والطاقة الشمسية.

## الطاقة الإنتاجية من الطاقة الشمسية
حيث تقدر المملكة ان تتمكن من تشغيل محطات للطاقة الشمسية بقدرة إنتاجية تصل إلى 41 جيجاوات بحلول العام 2032، وهي المشاريع التي من المفترض أن تلبي أكثر من 30% من حاجات المملكة من الكهرباء. ووصفت جريدة «فايننشال تايمز» البريطانية هذه المشاريع السعودية العملاقة بأنها «طموحة»، وقالت ان السنوات المقبلة ستكون كفيلة باختبار هذه المشروعات وقدرتها على النجاح ويعتقد أنه عند انتهاء النفط ستكون السعودية الأولى عالميا في الطاقة الشمسية.

## مشاريع المحطات الشمسية

### محطة سدير للطاقة الشمسية
محطة سدير للطاقة الشمسية مشروع قيد التنفيذ، يقع في مدينة سدير الصناعية، وستبدأ أول المراحل التشغيلية للمشروع في النصف الثاني من عام 2022.تصل الطاقة الإنتاجية للمشروع إلى 1500 ميغاواط، لتكون أحد أكبر المحطات الشمسية في العالم، والأكبر في المملكة العربية السعودية، وتبلغ قيمتها الاستثمارية 3.4 مليار ريال سعودي، وتلبي احتياجات 185 ألف وحدة سكنية من الطاقة، وخفض انبعاث الكربون بحوالي 2.9 طن سنويا، كما سجل مشروع سدير للطاقة الشمسية ثاني أقل تكلفة إنتاج للكهرباء من الطاقة الشمسية عالمياً، حيث بلغت التكلفة 1.239 سنتاً أمريكي/ كيلو واط للساعة.

### محطة سكاكا للطاقة الشمسية
محطة سكاكا للطاقة الشمسية الكهروضوئية هي أول مشروع في المرحلة الأولى ضمن البرنامج الوطني للطاقة المتجددة في المملكة، وتصل تكلفته الاستثمارية إلى 1.2 مليار ريال. وقدّم المشروع تعرفة قياسية عالمية في قطاع الطاقة الشمسية الكهروضوئية بلغت 8.781 هللة / للكيلوواط الساعة، لإنتاج 300 ميغاواط تلبي احتياجات الطاقة لقرابة 45,000 وحدة سكنية وتسهم في خفض 500 ألف طن من الانبعاثات الكربونية سنوياً.

### قائمة المحطات
| الاسم        | تاريخ البدء   | تاريخ التدشين | التكلفة (مليار ريال سعودي) | قدرة الإنتاج (ميغاواط) |
| ------------ | ------------- | ------------- | -------------------------- | ---------------------- |
| مشروع ليلى   |               |               |                            | 80                     |
| وادي الدواسر |               |               |                            | 120                    |
| سعد          |               |               |                            | 300                    |
| الرس         |               |               |                            | 700                    |
| سكاكا        |               | 8 أبريل 2021م | 1.2                        | 300                    |
| سدير         | 8 أبريل 2021م |               | 3.4                        | 1500                   |